# The Blue Hearts (álbum)
The Blue Hearts (ザ ブルーハーツ Za Buru Hatsu?) es el primer álbum auto-producido y auto-titulado lanzado por la banda japonesa The Blue Hearts. Ellos habían estado juntos en álbumes como una banda independiente, pero esta fue su primera publicación oficial. Tiene una lista de canciones diferentes de su EP homónimo, el cual fue lanzado en los EE. UU. en 1990.
Este álbum fue el más enérgico de todos los álbumes de The Blue Hearts "y más de la mitad de las canciones fueron incluidas en las mejores bandas" del álbum de compilación. Aunque el sencillo Hito ni Yasashiku fue escrito y grabado durante su tiempo como una banda independiente, no se incluyó en su primer álbum.

## Detalles
Antes de hacer su debut mayor, The Blue Hearts de a menudo cantaban "Mirai wa Bokura no Te no Naka" para abrir la segunda mitad de sus actos. Cuando estaban haciendo este álbum, el plan era lanzarlo como la primera canción en el casete de B-side (siete canciones en total) para que coincida con sus actos. Sin embargo, cuando tuvieron problemas para grabar Blue Hearts Theme, que se suponía que era la primera canción en el A-side, decidieron hacer "Mirai wa Bokura no Te no Naka" la primera canción.
"Mirai wa Bokura no Te no Naka" también fue utilizado (en una versión de televisión abreviado) como la canción de apertura de la serie del 2007 de anime "Gyakkyou Burai Kaiji"-conocido simplemente como "Kaiji" - (una adaptación del manga Nobuyuki Fukumoto de "tobaku Mokushiroku Kaiji")
Durante la parte media y última carrera de la banda, a menudo se comenzó con presentaciones en vivo de la canción. Blue Hearts Theme se sustituyó por "Sekai no Mannaka", la octava canción. "Kime no Tame" fue también una canción de reemplazo, como "Chain Gang" no puede ser registrado por problemas lírica.
Owaranai Uta causó cierta controversia debido a su uso de la palabra japonesa para lunatico, que era una palabra prohibida en la emisión. Como resultado, las letras no fueron impresos en la tapa del casete y las palabras fueron enmascarados por la guitarra de sonidos pesados en la grabación.
Dos de las canciones, "No No No" y "Shonen no Uta", fueron escritas originalmente para la anterior banda de Komoto, The Coats (ザ コーツ), pero fueron realizadas y grabadas por The Blue Hearts. Además, "Dance Number" es la más corta de todas las canciones The Blue Hearts.
La canción Linda Linda también fue lanzado como single, pero no hubo grabaciones separadas para las dos versiones. Los cambios más importantes son los tambores los sonidos y la adición de una tercera guitarra en la versión del álbum. La versión del álbum de Linda Linda es la que realiza a menudo en los conciertos.

## Listas de canciones
1. "Mirai wa Bokura no Te no Naka" (未来は僕等の手の中 El Futuro Está En Nuestras Manos) (2:25)
2. "Owaranai Uta" (終わらない歌 Una Canción Interminable) (3:04)
3. "No No No" (NO NO NO) (2:26)
4. "Punk Rock" (パンク・ロック Panku Rokku) (3:41)
5. "Machi" (街 Town) (3:18)
6. "Shōnen no Uta" (少年の詩 Un Poema De Un Chico) (2:41)
7. "Bakudan ga Okkochiru Toki" (爆弾が落っこちる時 Cuando Caen Las Bombas) (2:06)
8. "Sekai no Mannaka" (世界のまん中 Medio Del Mundo) (2:20)
9. "Hadaka no Ō-sama" (裸の王様 El Emperador Desnudo) (2:50)
10. "Dance Number" (ダンス・ナンバー Dansu Nanbaa) (1:28)
11. "Kimi no Tame" (君のため Para Usted) (4:18)
12. "Linda Linda" (リンダリンダ) (3:22)